# 플뢰위트

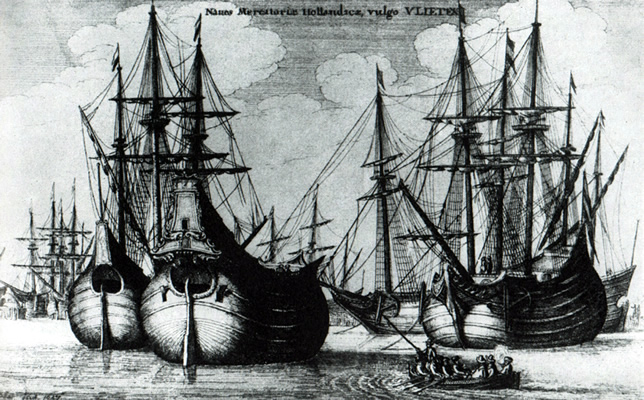
17세기 네덜란드 플뢰위트선

플뢰위트(네덜란드어: fluijt [flœy̯t][*])는 원래 화물선(cargo vessel)으로 제작된 네덜란드식 범선(sailing vessel)이다. 16세기부터 네덜란드에서 건조되었으며, 대양횡단 운송을 위해 선원 효율성이 최대로 발휘되고 배의 용적이 최대치가 되도록 제작되었다. 건조비는 비싸지 않아 다수의 플뢰위트선이 건조되었다. 12-15문의 대포로 무장했지만 해적들의 다소 쉬운 먹잇감이 되었다. 그럼에도 불구하고, 플뢰위트는 17세기 네덜란드 해상 제국의 성장에 중요한 요소였다.

## 함선 설계
전형적인 플뢰위트선의 경우 배의 용적을 위해 무장을 포기하거나 최소화했고, 용이한 조종을 위해 블록 앤 태클(block and tackle)을 사용했다. 17세기와 18세기 네덜란드 동인도회사(VOC)에서 쓰였고, 네덜란드의 국제무역 경쟁력을 높이는 데 중요한 역할을 했다. 플뢰위트선의 유용성으로 인해 네덜란드의 경쟁국들은 이와 유사한 설계를 고안하기 시작했다.
플뢰위트선의 설계는 초기 갤리온(Galleon)의 설계와 유사하다. 전형적인 플뢰위트선의 경우 200-300톤, 전장 80피트(24.4m)였다. 플뢰위트선은 흘수선(waterline)에서 갑판으로 올라갈수록 선폭이 좁아졌다. 이러한 설계는 부분적으로 외레순 해협(Oresund)에서 덴마크가 징수하던 세금을 피하기 위한 것이었다. 플뢰위트선은 2-3개의 마스트에 가로돛을 달았고, 마스트의 높이는 갤리온의 마스트 높이보다는 높았는데 이는 빠른 속도를 위한 것이었다. 때때로 플뢰위트선은 발트해에서 무장한 보조함으로 사용되기도 했다.

## 이미지
- 정면의 모습
- 측면의 모습

| 17세기 말 플뢰위트의 모형 Derfflinger | 17세기 말 플뢰위트의 모형 Derfflinger |
| ------------------------------------- | ------------------------------------- |